# X-Moto
X-Moto — компьютерная игра-платформер с открытым исходным кодом, 2D-симулятор мототриала.
X-Moto изначально являлась клоном коммерческой игры Elasto Mania, однако сейчас обладает такими отличительными возможностями, как поддержка физического движка chipmunk, вывод высококачественной 2D-графики, ускоряемой аппаратными средствами компьютера для вывода 3D, а также поддержка скриптового языка программирования Lua. На данный момент (18.08.2011) имеет уже более 2750 уровней для прохождения.
X-Moto также содержит такие возможности, как загрузка новых уровней через Интернет без необходимости выхода из игры. Кроме того, можно загрузить лучшие мировые результаты и просматривать записи лучших прохождений, или создавать свои комнаты, в которых ставить рекорды на уровне этих комнат.

## Цель игры
Игра содержит множество уровней, для прохождения подавляющего большинства из которых нужно найти и собрать все землянички, после чего найти белую ромашку и прикоснуться к ней. Кроме того, Вы проигрываете, если задеваете головой какой-либо блок или прикасаетесь любой частью тела или колесом к колючим железным шарикам («вредителям») или специальным областям (например, к лаве).
Впоследствии в игру были добавлены программируемые уровни (англ. scripted levels). Например, на уровне Asteroids Field нужно пройти через несколько тоннелей из колючих шариков, используя импровизированный реактивный двигатель: нажатие на клавишу «A» включает реактивный двигатель, который подбрасывает мотоцикл вверх. А на уровне AgAlAgA вид игры был и вовсе преображён до вида Space Invaders — игры, где нужно уворачиваться от снарядов приближающихся космических захватчиков, а тем временем и самому поражать вражеские силы собственными снарядами.
Словом, смена гравитации, «опьянение» игрока (см. уровень Lothar’s Beer Party), землетрясение (Dragon) и «Skate Park» (уровни, где нужно набрать определённое количество очков за перевороты мотоцикла в воздухе; см. Half Pipe) — лишь некоторые возможности, уже использованные авторами уровней.
Также добавлена chipmunk-физика. Например, если врезаться в объект, он сдвигается. Если объект может упасть, он падает. Однако физика проработана не до конца: например, находясь на двигающемся блоке, необходимо газовать, чтобы не упасть с него, а не тормозить, как мы делали бы в реальной жизни.